# ایدا (فیلم ۲۰۱۳)
ایدا (به لهستانی: Ida) (pronounced [ˈida]) درامی لهستانی-دانمارکی، ساخته کارگردان لهستانی - انگلیسی، پاوئو پاولیکوفسکی، محصول سال ۲۰۱۳ است. این فیلم در هشتاد و هفتمین دوره جوایز اسکار، جایزهٔ بهترین فیلم غیرانگلیسی‌زبان را دریافت کرد. همچنین این فیلم موفق به دریافت جایزهٔ بهترین فیلم از فستیوال فیلم لهستان و آکادمی فیلم اروپا شد.

## خلاصه داستان
داستان دختر جوانی که قبل از ادای سوگند برای راهبه شدن، می‌فهمد که یهودی است و خانواده‌اش به دست آلمان‌ها در زمان اشغال لهستان در جنگ جهانی دوم کشته شده‌اند. فیلم داستان جستجوی هویت است. ایدا در سفر خود از صومعه به شهر و در ادامه به جنگلی که مدفن خانواده‌اش است، با حقیقت گذشته‌اش روبه‌رو می‌شود و در این میان زندگی مردم عادی بیرون از کلیسا را کشف می‌کند.
در این فیلم پاول پاولیکوفسکی در احساسات عمیق و پیچیدهٔ شخصیت اصلی فیلمش کاوش می‌کند و دنیای سیاه‌وسفید زیبایی را به تصویر می‌کشد.

## موفقیت‌ها
- برنده جایزه اسکار بهترین فیلم غیرانگلیسی‌زبان در ۸۷امین دورهٔ جوایز اسکار
- برنده جایزه منتقدین بین‌المللی سینما (FIPRESCI) در بخش نمایش‌های ویژه جشنواره بین‌المللی فیلم تورنتو
- برنده جایزه شیر طلایی (بهترین فیلم) در سی و هشتمین جشنواره فیلم گدینیای لهستان
- برنده جایزه بهترین فیلم در بیست و نهمین جشنواره فیلم ورشو
- برنده بهترین فیلم در پنجاه و هفتمین جشنواره فیلم لندن[۳]
- برنده جایزه لوکس پارلمان اروپا[۴]
- برنده جایزه بهترین فیلم اروپایی[۵]
- نامزد بهترین فیلم غیرانگلیسی‌زبان در ۷۲امین مراسم گلدن گلوب
- نامزد بهترن فیلم‌برداری از ۸۷امین دوره جوایز اسکار

| جایزه                 | قسمت                        | نامزد            | نتیجه    |
| --------------------- | --------------------------- | ---------------- | -------- |
| ۷۲مین مراسم گلدن گلوب | بهترین فیلم غیرانگلیسی زبان | پاوو پاولیکوفسکی | نامزدشده |

| جایزه            | قسمت                        | نامزد                       | نتیجه    |
| ---------------- | --------------------------- | --------------------------- | -------- |
| جوایز اسکار ۸۷ام | بهترین فیلم غیرانگلیسی زبان | پاوو پاولیکوفسکی            | برنده    |
| جوایز اسکار ۸۷ام | بهترین فیلمبرداری           | لوکاس زال و ریزارد لینزوسکی | نامزدشده |